# Hoeam sa
Hoeam sa (회암사 Klasztor Skały Starej Sosny) – koreański klasztor.

## Historia klasztoru
Klasztor został wybudowany w 1328 roku na zboczu góry Ch'ŏnbo przez indyjskiego mnicha Zhikonga (kor. Jigong), chociaż są przypuszczenia, że powstał jednak wcześniej. Według zapisów w dokumentach budowlanych klasztoru Hoeam napisanych przez Yi Saeka we wczesnych latach dynastii Chosŏn, założyli go wyznawcy indyjskiego mnicha Jigonga.
Tonggukyŏjlsŭngram zawiera w tomie 2 informacje z 1174 r., że "Poselstwo dynastii Kin zostało przyjęte w klasztorze Hoeam." Z kolei w tekście steli mistrza sŏn T'aego Pou (1301–1382) Pou Taegowonjŭngguksa Powŏlsŭnqqonq T'apbi napisano, że mistrz T'aego został mnichem w Hoeamsa w wieku lat 13.
W klasztorze tym przebywał mistrz sŏn Naong Hyegun (1320–1376), który pod koniec życia odnowił go. Jego najbardziej znany uczeń Muhak Chach'o (1317–1407) mieszkał i praktykował w tym klasztorze.
Już we wczesnym okresie Chosŏn był to największy klasztor w Korei. Założyciel dynastii Yi (Chosŏn) król Yi Sŏnggye po abdykacji prowadził w tym klasztorze ascetyczne życie. Królowa Chŏnghuiwanghu (żona króla Sejo) przez kilkanaście lat rozbudowywała klasztor.
Następnie klasztor został spalony jako wyraz polityki konfucjańskich władz dynastii Chosŏn. Resztki klasztoru egzystowały jeszcze w wieku XIX, kiedy to ostatecznie klasztor zamknięto.
Dziś pozostały jedynie imponujące resztki fundamentów, a ruiny są Historycznym Miejscem nr 128.
Około 500 metrów powyżej Hoeam sa, znajduje się miejsce uprzedniej lokalizacji klasztoru, gdzie pozostały liczne cenne pozostałości:
- Sŏngagwangsabi - pomnik w miejscu Hoeam sa, który opisuje osiągnięcia mistrza Naonga (Skarb nr 387)
- Stupa z relikwiami oraz kamienna latarnia Jigonga (lokalna Drogocenna Kulturalna Wartość nr 49)
- Stupa z relikwiami (Skarb nr 388)
- Stupa z relikwiami i kamienna latarnia mistrza sŏn Naonga (lokalna Drogocenna Kulturalna Wartość nr 50)
- rzeźba z dwoma lwami (Skarb nr 389)
- Pomnik Muhakdaesa (lokalna Drogocenna Kulturalna Wartość nr 51),
- Stupa (lokalna Drogocenna Kulturalna Wartość nr 52),
- Pomnik Ŏsadaebi (lokalna Drogocenna Kulturalna Wartość nr 82),
- żarna (lokalna Kolekcja Ludowej Kultury Materialnej nr 1 )
- dwa słupy flagowe i kamienna architektura fundamentów

## Adres klasztoru
- 5-1 Hoeam-dong, Yangju-si, Gyeonggi-do, Korea Południowa

## Galeria

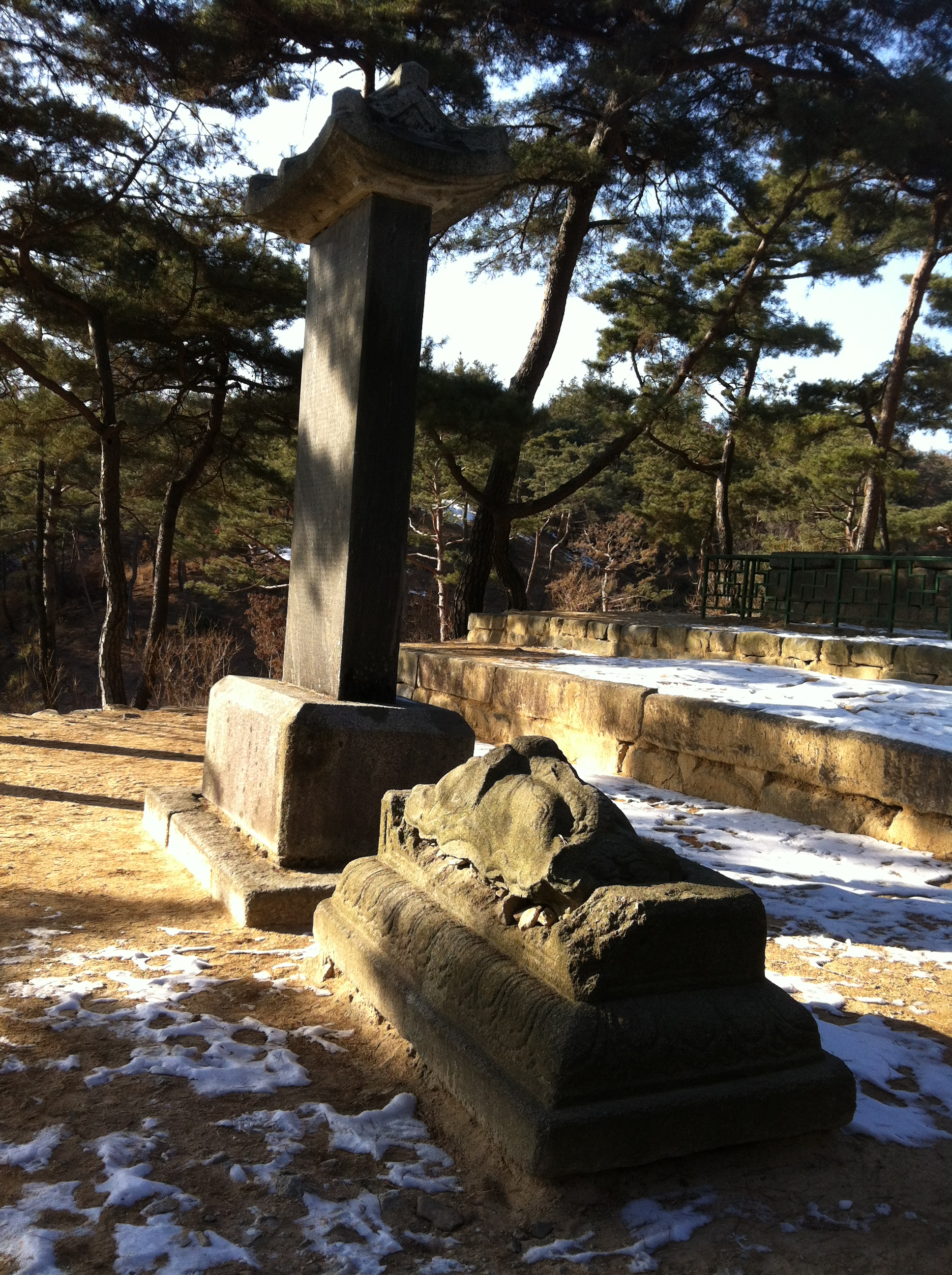
Stela mistrza Muhaka